# Moiola
Moiola (piemontiul: Mojòla, okcitánul: Mouiola) település Olaszországban, Piemont régióban, Cuneo megyében. Lakosainak száma 213 fő (2023. január 1.). Moiola Borgo San Dalmazzo, Demonte, Gaiola, Valdieri és Valloriate községekkel határos.

## Népesség
A település lakossága az elmúlt években az alábbi módon változott:
| Lakosok száma | 232  | 232  | 213  |
|               | 2017 | 2018 | 2023 |